# 伊萊恩白鰩
伊萊恩白鰩（學名：Leucoraja elaineae），為軟骨魚綱鰩目鰩科白魟屬的一種，分布於西印度洋肯亞海域，深度可達484公尺，體長可達33公分，棲息在大陸棚及大陸坡海域，為底棲性魚類，肉食性，卵生，生活習性不明。